# Онкологический центр им. М. Д. Андерсона
Онкологический центр имени М. Д. Андерсона Техасского университета (University of Texas MD Anderson Cancer Center, кратко — Центр М. Д. Андерсона, MD Anderson) — один из трёх комплексных онкологических центров в США, основанных в соответствии с Национальной программой раковых исследований в 1971 году. Ведёт клиническую и исследовательскую деятельность и имеет право присваивать академические степени. Расположенный в Техасском медицинском центре (Хьюстон, Техас, США), центр Андерсона занимает первое место среди аналогичных учреждений страны в течение девяти из последних одиннадцати лет (по результатам опроса U.S. News & World Report).

Центр Андерсона был открыт в 1941 году в рамках Техасского Университета распоряжением властей штата Техас. Сегодня это один из 41 центров исследования рака, внесённых в список Национального Института Рака. В центре Андерсона работают 18 тысяч сотрудников; за 2011 год в Центре было зарегистрировано 108 тысяч пациентов.

## История

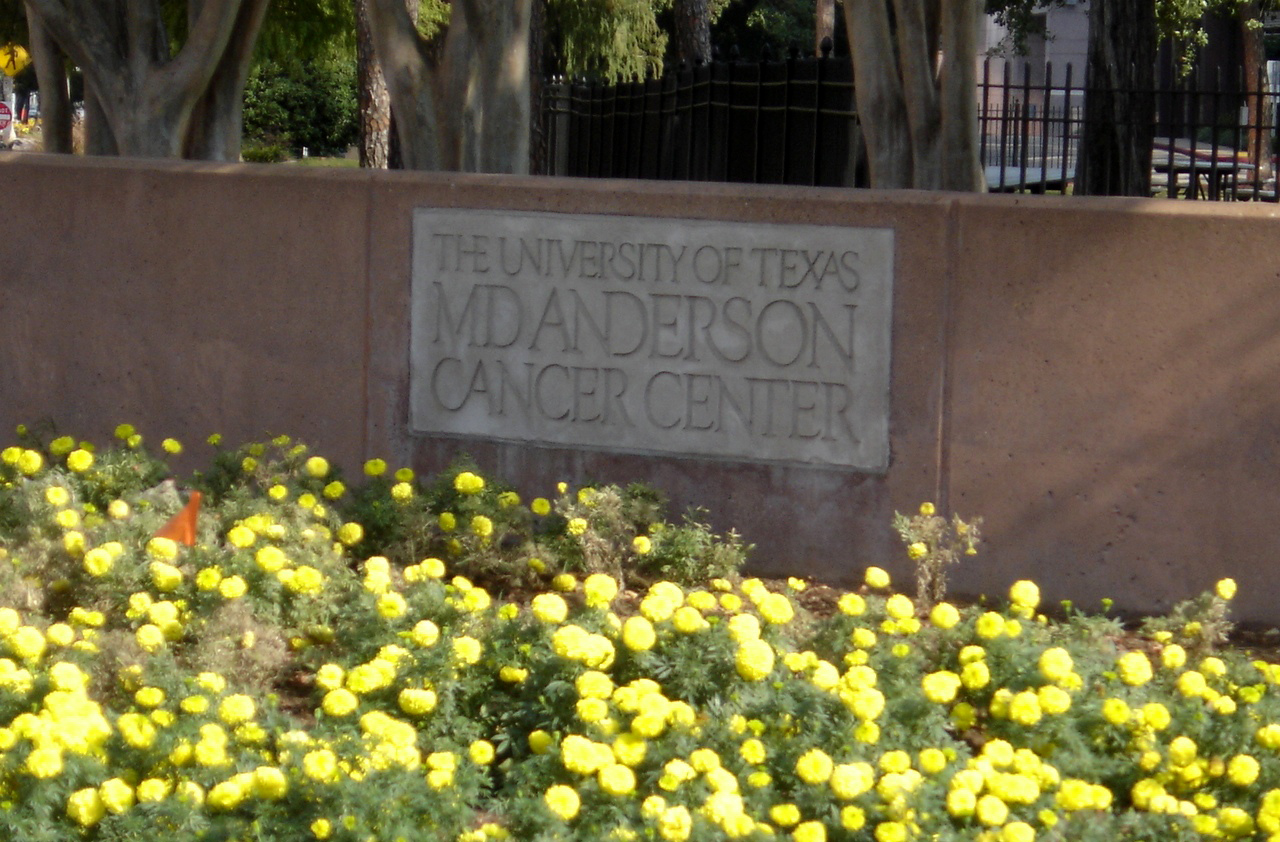

Онкологический центр носит имя Монро Д. Андерсона (Monroe Dunaway Anderson), банкира и торговца хлопком из Джексона, штат Теннесси. Чтобы избежать огромных налогов, Андерсон вместе со своим деловым партнёром Уиллом Клейтоном решил основать фонд размером в 300 тысяч долларов. После его смерти в 1939 году, фонд Андерсона вырос ещё на 19 миллионов долларов.

В 1941 году из фонда Андерсона было выделено 500 тысяч долларов (и столько же внесло Законодательное собрание штата Техас) на постройку онкологической больницы и исследовательского центра в Медицинском центре Техасского Университета, которая была названа в честь Монро Д. Андерсона. Вначале больница размещалась в бывших казармах времён II Мировой войны и только в 1954 году переехала в новое здание. В 2005 году руководство Центра столкнулось с юридическими проблемами, разрешив использовать имя Центра для продвижения определённого вида лечения, разработанного частной компанией. Газета Houston Chronicle писала, что такое соглашение с инвесторами позволяет посылать неограниченное число больных на этот вид лечения даже при отсутствии медицинских показаний. В 2011 году фонд Халифа Бин Зайед Аль Найана пожертвовал 150 миллионов долларов Центру Андерсона. На эти деньги был организован международный центр индивидуальной терапии рака, имеющий целью использовать новейшие генетические данные для разработки эффективных методов лечения рака с учётом индивидуальных особенностей пациента.

## Цели и задачи

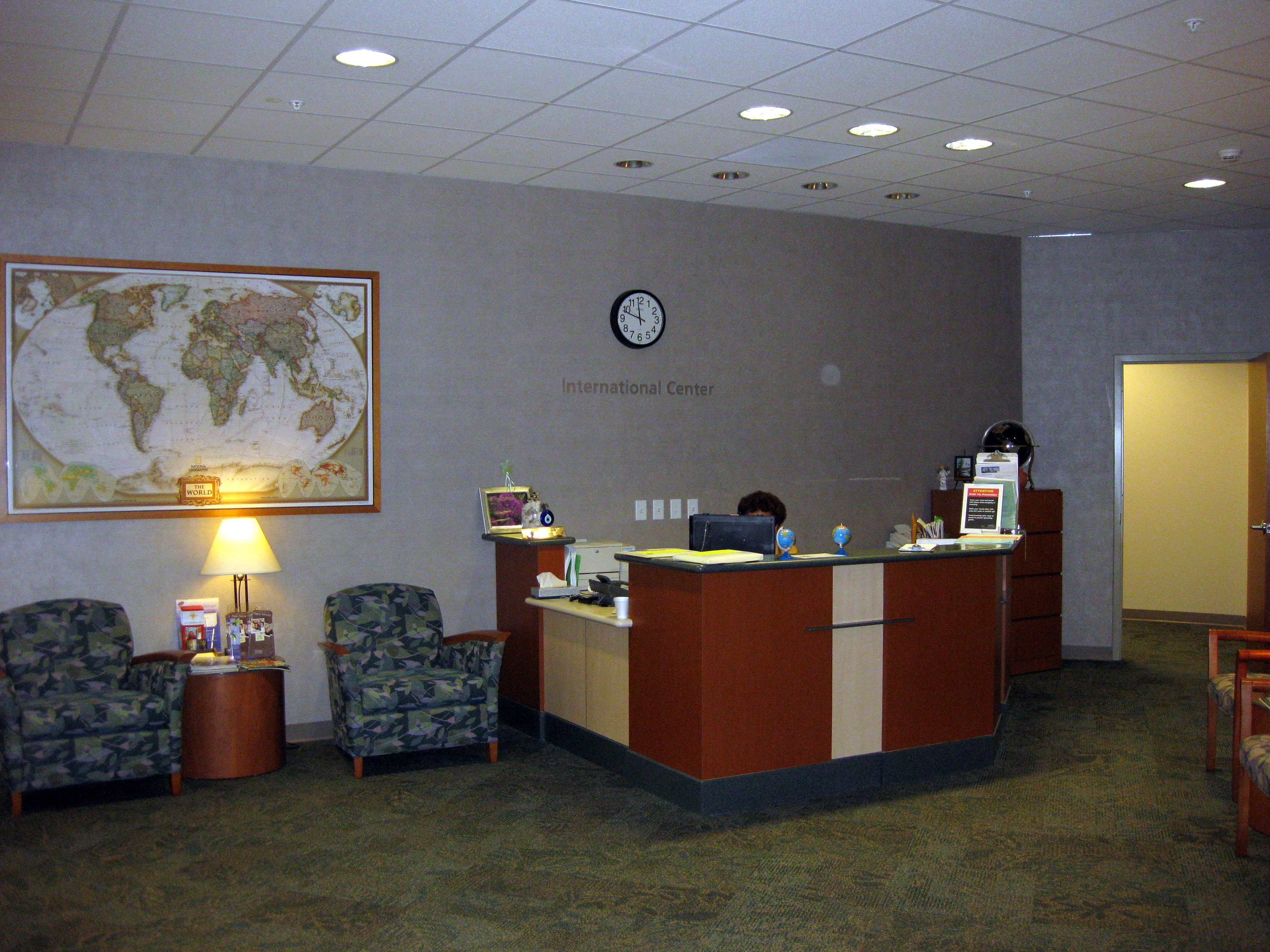
Стойка регистратуры

Центр Андерсона занимается исследованиями причин и разработкой способов лечения и профилактики рака, имея целью сделать эту болезнь историей. Эта цель отражена в нынешнем логотипе центра: MD Anderson Cancer Center, где слово Cancer (рак) сознательно перечеркнуто. В 2011 году около 10 тысяч пациентов приняли участие в исследовании новых видов лечения, что является рекордным числом в истории американской медицины.

## Статус

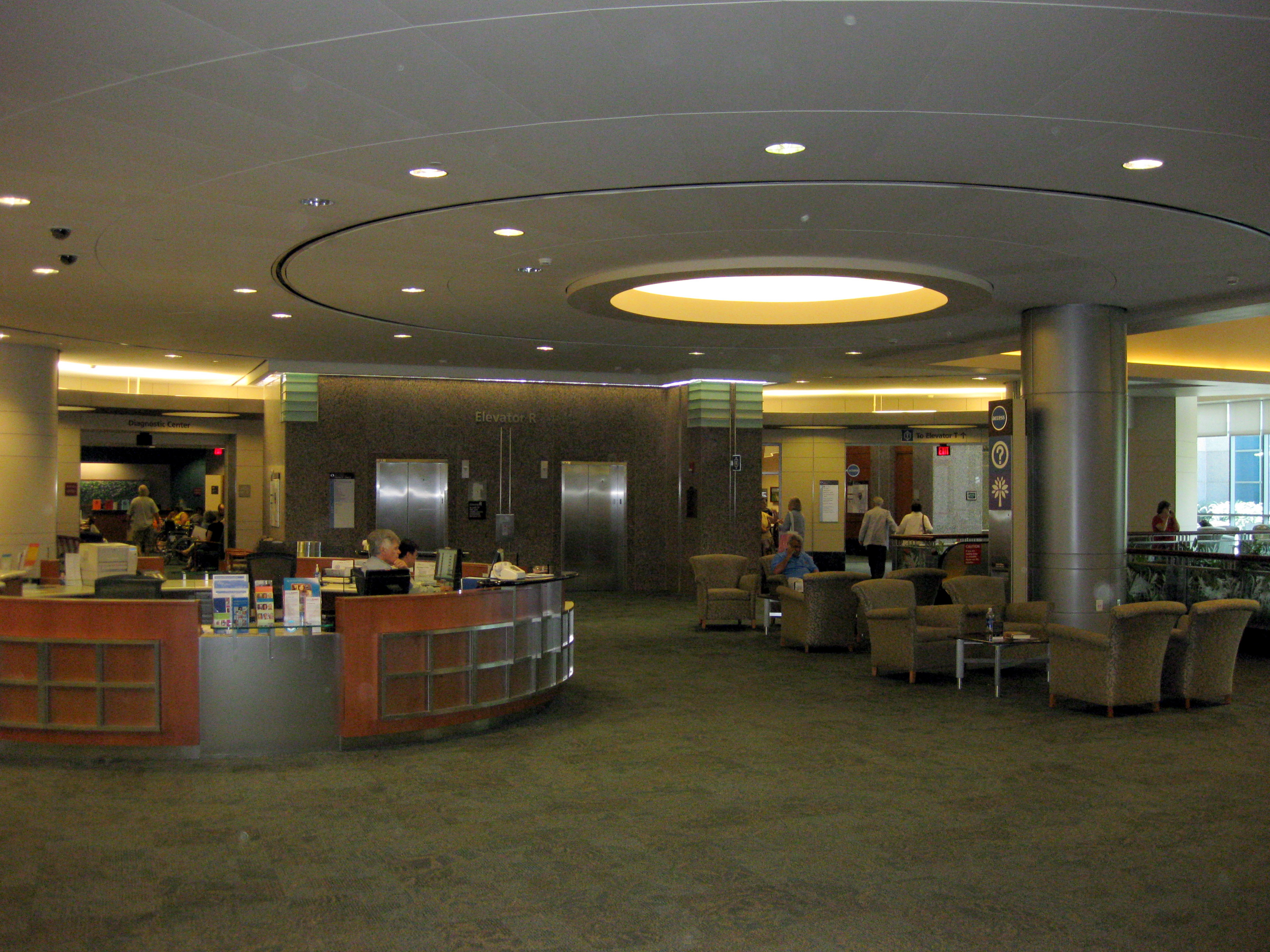
Внутренний вид

Центр имеет статус университетского медицинского учреждения и поэтому предоставляет возможности для интернатуры и ординатуры выпускникам медицинских ВУЗов. Кроме того, Центр присваивает степени магистра (MSc) и доктора (PhD) выпускникам Техасского университета, специализирующимся в области иммунологии, биологии рака, молекулярных механизмов рака, медицинской физике, биоматематике и биостатистике, генетике и генной терапии.
Для начинающих исследователей в Центре Андерсона организована Школа медицинских профессий, которая присваивает степень бакалавра по восьми специальностям: клиническая химия, технология цитогенетики, гистологии и цитологии, методы получения изображений, медицинская дозиметрия, генная технология и радиационная терапия.

## Аккредитация
В дополнение к первому месту в списке лучших больниц США по версии U.S. News & World Report, Центр Андерсона занимает первое место среди получателей грантов Национального института рака; в 2011 году 623 миллиона долларов было истрачено на исследования. Кроме того, Центр получил официальное признание Американского Института по аккредитации среднего медицинского персонала.

## Руководство
Президенты Центра Андерсона:
- Р. Ли Кларк M.D. 1946—1978
- Чарльз ЛеМэйстр M.D. 1978—1996
- Джон Мендельсон M.D. 1996—2011
- Рональд ДеПино M.D. 2011-наст. время

Доктор Мендельсон ушёл с этой должности 1 сентября 2011 года, когда Рональд ДеПино стал президентом. Доктор Мендельсон остаётся в штате как содиректор нового центра индивидуальной терапии рака имени Халифа Бин Зайед Аль Найана.
- Проректор и исполнительный вице-президент — Раймон Дюбуа M.D., Ph.D.
- Исполнительный вице-президент и главный врач — Томас Бурк M.D.
- Исполнительный вице-президент и главный коммерческий директор — Леон Лич Ph.D.

## Рост и развитие

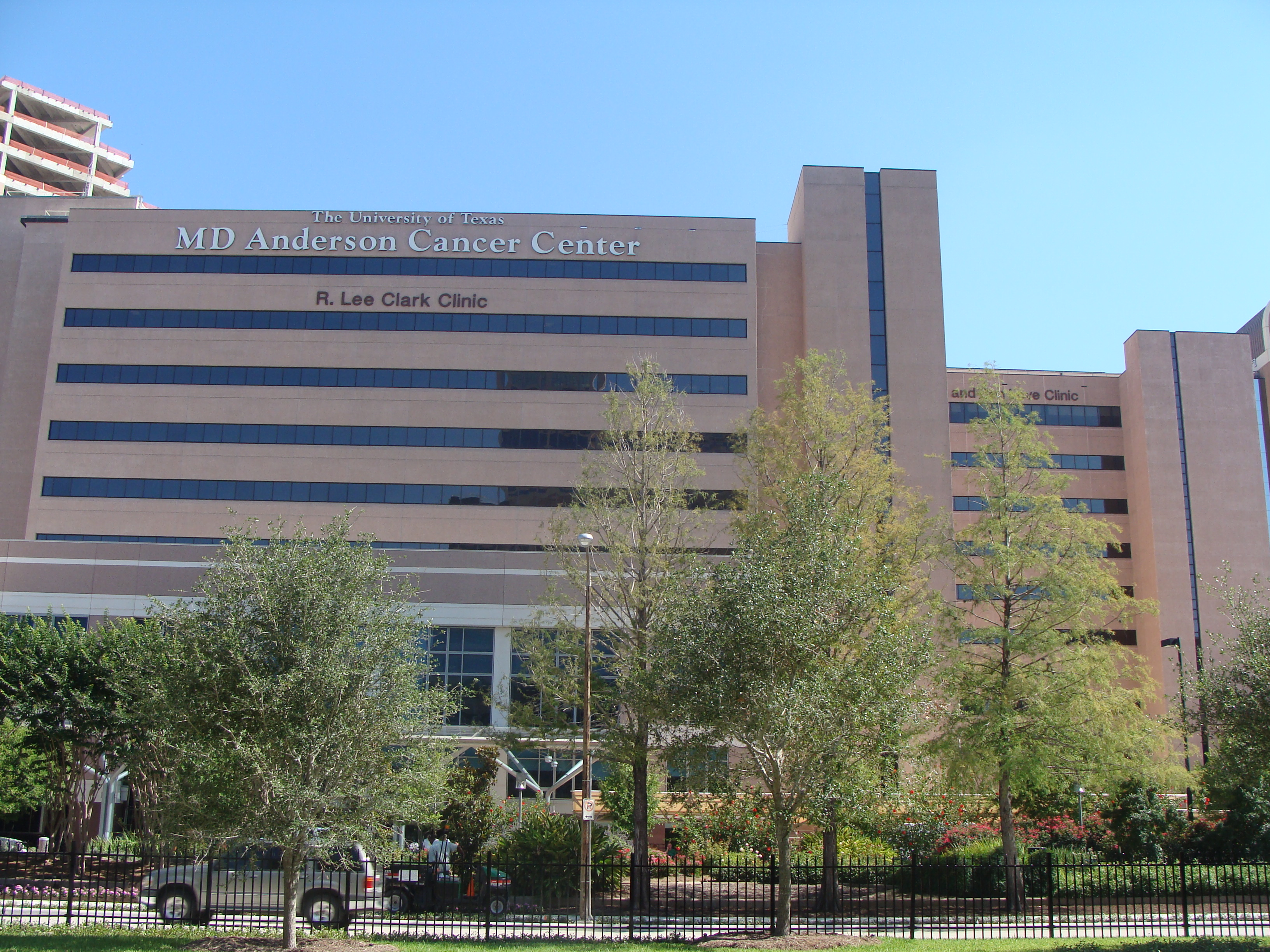

Центр Андерсона продолжает развиваться: за последние 10 лет его размеры увеличились на 50 %. Сегодня он включает 600 стационарных коек, несколько исследовательских корпусов и помещений для приёма амбулаторных пациентов. В комплекс входят два административных здания, гостиница и другие вспомогательные службы.
Недавно закончено строительство двух новых зданий для исследовательских работ в Южном кампусе, а также девять дополнительных этажей для 300 новых пациентов в корпусе Алкек в Северном кампусе. В июне 2011 года открылся 25-этажный корпус, где расположены административные помещения.
В 2002 году Центр Андерсона официально открыл свой филиал в Испании; этот институт стал первым в этой стране многопрофильным онкологическим учреждением. Центр находится в Мадриде и служит среди прочего базой многочисленных клинических исследований, проводимых техасским Центром. Испанский филиал является совместным проектом инвестиционного фонда MDA Holding Spain, S.A и международной организации MD Anderson Outreach Corporation. Эта организация, созданная в 1989 году, предназначена для распространения по всему миру высоких стандартов лечения рака, разработанных в Центре Андерсона. Практически всё финансирование строительства центра в Мадриде проводилось испанскими партнёрами. Американская сторона имеет небольшую долю в акциях и прибыли, поскольку участвовала в планировании этого комплекса. Кроме того, два представителя MD Anderson Outreach Corporation входят в совет директоров MDA Holding Spain, что позволяет им влиять на некоторые решения, например, в отношении контроля качества.

## Расположение

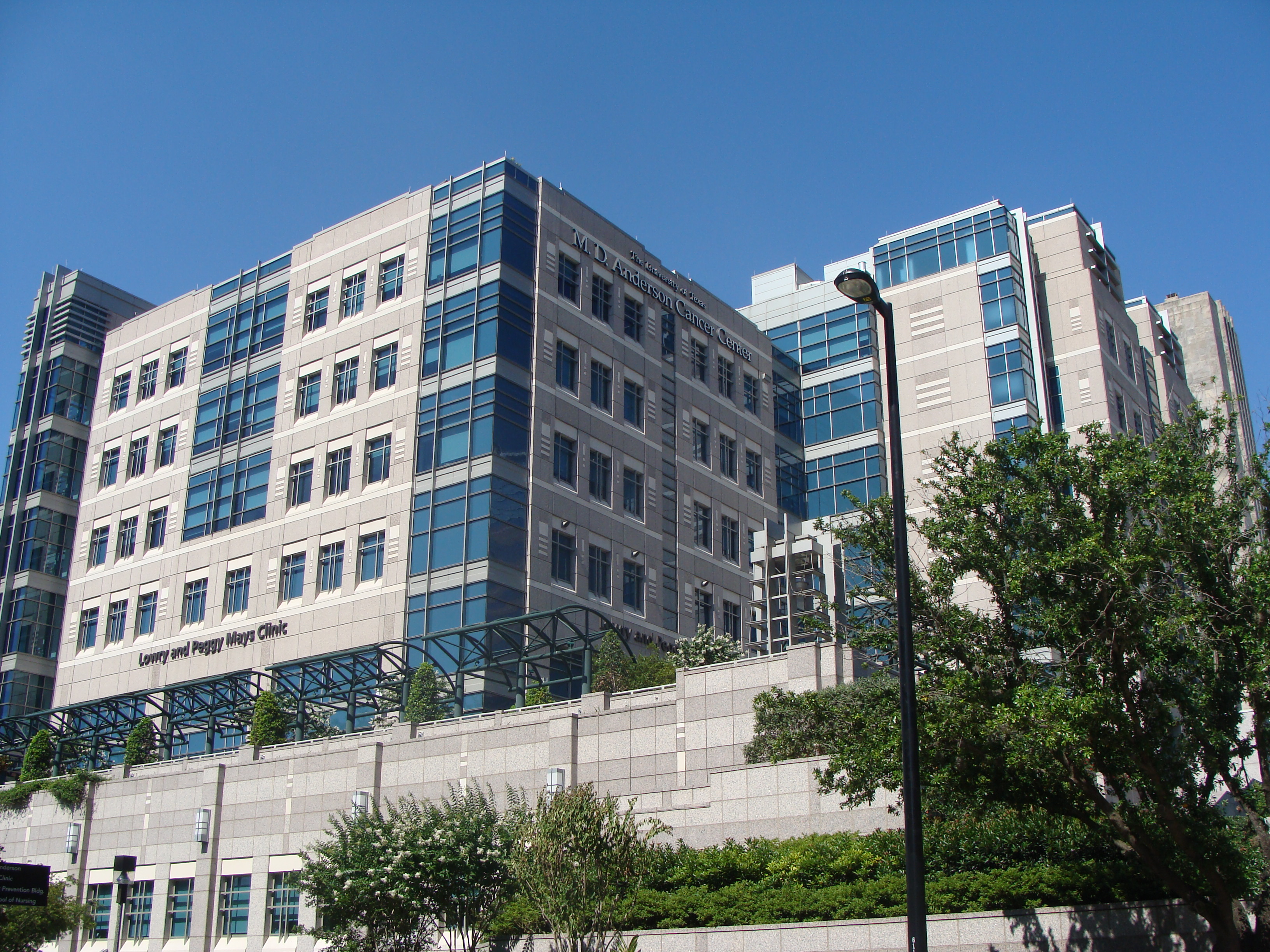
Один из новых корпусов центра

Центр Андерсона является частью Техасского медицинского центра в Хьюстоне и состоит из трёх кампусов: Северного, Среднего и Южного.
В Северном кампусе расположено Главное здание с больницей Алкек, корпус Бэйтс-Фримен, клиника Кларка, корпус Гимела, исследовательский корпус Джонса, клиника ЛеМэйстра, клиника Лав и здание лютеранского госпиталя. В Северном кампусе также находятся здание Дан Л. Данкан, корпус клинических исследований, клиника Мэйз, корпус фундаментальных исследований Митчелл, академический корпус Пиккенс, рентгенологическое отделение для амбулаторных пациентов и отделение международной организации Ротари.
В Южном кампусе находится Институт ранней диагностики и лечения рака (McCombs Institute), включающий семь научных центров прикладных исследований по геномике, протеомике, поиску новых лекарств и диагностической визуализации.
Средний кампус находится в процессе развития. Здание администрации было открыто здесь в июне 2011 года. А в 2008 году был открыт академический корпус, названный в честь Т. Бун Пикенса, который пожертвовал значительные суммы центру Андерсона. Здание насчитывает 21 этаж общей площадью 68 тысяч м², где расположены учебные аудитории, конференц-залы и рабочие кабинеты сотрудников.
Центр Андерсона включает дополнительные учреждения в районе Большого Хьюстона. Один из них — это местный медицинский центр Нассау Бэй, расположенный в кампусе больницы СвятогоДжона. Прочие медицинские центры:
- Шугар Лэнд — в кампусе больницы св. Луки в г. Шугар Лэнд
- Харрис Каунти — в кампусе больницы св. Катерины в г. Кати
- Монтгомери Каунти — в кампусе больницы св. Луки в г. Вудлэндс

Кроме того, центр Андерсона ведёт работу с медицинскими учреждениями за пределами штата Техас. Так отделение радиотерапии находится в пресвитерианской больнице Каземан в г. Альбукерке, штат Нью-Мексико. Другой филиал центра Андерсона находится в г. Гилберт в районе Большого Феникса, штат Аризона. С 1989 года функционирует отделение в городе Орландо.
В Турции также имеется филиал центра Андерсона, расположенный на территории Американского госпиталя в Стамбуле.

## Сотрудничество с другими медицинскими учреждениями
Центр Андерсона работает в тесном контакте с более чем 25 организациями в Азии, Европе, Центральной и Южной Америке. Координацию деятельности в области исследований, образования, профилактики и лечения осуществляет Отдел международных академических программ.

## Деловая и благотворительная активность
В 1989 году была основана некоммерческая организация MD Anderson Services Corporation для продвижения деловых интересов Центра. Ранее эта компания называлась MD Anderson Outreach Corporation. В её задачи входит образование совместных предприятий, привлечение пациентов, заключение деловых контрактов с другими компаниями для улучшения обслуживания пациентов, а также бесплатная медицинская помощь населению в отдаленных районах. Компания управляется Советом директоров, трое из которых (попечитель и два представителя администрации Техасского университета) иногда назначаются Советом попечителей центра Андерсона. Компания MD Anderson Services Corporation заключила коммерческое соглашение с испанской MD Anderson International-España.